# Jean-Baptiste de Rochambeau
Jean-Baptiste Donatien de Vimeur, hrabia de Rochambeau (ur. 1 lipca 1725 w Vendôme, zm. 10 maja 1807 w Thoré-la-Rochette) – francuski generał i marszałek Francji, który brał udział w wojnie o niepodległość Stanów Zjednoczonych.
Pułkownikiem został w 1747 roku. Brał udział w wojnie o sukcesję austriacką (m.in. oblężenie Maastricht w 1748) i wojnie siedmioletniej.
W roku 1780 wraz z 5000 żołnierzy opuścił Francję, aby wesprzeć gen. Washingtona w walce przeciw Brytyjczykom. Oblężenie Yorktown (od 28 września do 17 października 1781) powiodło się jedynie dzięki francuskiemu wsparciu. 
Kiedy w 1789 wybuchła rewolucja francuska, Rochambeau był lojalny wobec króla Ludwika XVI, został aresztowany i uwięziony w Paryżu podczas rządów terroru, ale wyrok śmierci został odwołany, gdy przywódca rewolucji Maximilien de Robespierre został zgilotynowany w 1794. Kiedy Napoleon doszedł do władzy w 1799, ułaskawił Rochambeau, który przeszedł na emeryturę.
Jego syn wicehrabia Donatien-Marie-Joseph de Rochambeau (1755–1813) także był generałem.